# جورجي زاكريش
جورجي زاكريش (مواليد 1884) هو مبارز بالسيف روسي، مثّل بلاده في الألعاب الأولمبية الصيفية 1912.

## روابط رياضية
جورجي زاكريش على موقع أوليمبيديا (الإنجليزية)